# Veszélyes vizek (film, 2023)
A Veszélyes vizek (eredeti cím: Dangerous Waters) 2023-ban bemutatott amerikai filmthriller, amelyet John Barr és Mark Jackson forgatókönyvéből Barr rendezett. A főbb szerepekben Odeya Rush, Eric Dane, Saffron Burrows és Ray Liotta látható.
Amerikában 2023. október 13-án jelent meg a mozikban. Magyarországon 2024. december 8-án mutatta be a FilmBox Premium.

## Cselekmény
Rose meglepi az anyját egy öleléssel, mielőtt játékosan követelné az autó kulcsait. Alma emlékezteti, hogy holnap hosszú út vár rájuk. Másnap reggel, amikor Rose műszakja véget ér, az autó lerobban. Rose kijelenti, hogy ez egy jel, de az anyja nem ért egyet vele, és újra beindítja az autót, miközben évődnek egymással.
A kikötőben találkoznak Derekkel, Alma új barátjával. Kiderül, hogy a hármas Derek kis hajójával Bermudáig tartó vitorlázásra készül. Derek megpróbál közelebbi kapcsolatot kialakítani Rose-zal a hajón. Alma és Derek egyre gyengédebbek egymáshoz. Egy éjszaka, ivás, tánc és egy lánykérés után a vitorlást férfiak szállják meg, akik valamit keresnek. Meg is találják, de előtte megölik Almát, és meglövik Dereket. Rose, azt gondolva, hogy Derek is meghalt, megpróbál ellátmányokat gyűjteni és megjavítani a férfiak által felgyújtott hajót. Végül Rose rátalál a vízben Derekre, aki elárulja, hogy régóta ismeri és szereti Almát.
Derek rájön, hogy rossz irányba vitorláznak, és összeomlik. Rose képes új irányba terelni a hajót, és eljutnak egy kis szigetre. Derek elárulja, hogy miután éveken át tisztességes rendőrként dolgozott, de semmire sem jutott, elkezdett más korrupt rendőrökkel együttműködni, majd végül átverte őket. Ezek a férfiak szálltak fel a hajójára, és a kapitány lőtte le Almát. Derek bevallja Rose-nak, hogy hazudott neki, hogy elnyerje a bizalmát, mert tudta, hogy meg kell ölnie, mielőtt megmentik őket, különben túl sok kérdést vetne fel. Megpróbálja megölni Rose-t, de a lány elmenekül, és visszajut a mentőcsónakba.
Rose-t a kapitány emberei mentik meg, vacsora és egy zuhany után flörtölni kezd a kapitánnyal, mielőtt megölné őt, és bosszút állna a legénységen. Miközben bosszút áll, Rose rábukkan a kapitány által fogvatartott fiatal nők sokaságára, és egy másik fogollyal együttműködve legyőzik a legénység maradékát, hogy kiszabadítsák a nőket.
Éppen időben sikeresen észreveszik a közeledő part fényeit. A mentés után készített interjúban Rose megtudja, hogy a kiszabadított fiatal nőket újra egyesítik a családjukkal, és őt is hazaküldik. Rose sírva vallja be, hogy neki már nincs otthona, se semmije. A nyomozó bátorítja, hogy van jövője, és hogy azért a jövőért keményen megküzdött.

## Szereplők
| Szerep          | Színész         | Magyar hang        |
| --------------- | --------------- | ------------------ |
| Rose            | Odeya Rush      | Pekár Adrienn      |
| Derek           | Eric Dane       | Bognár Tamás       |
| Alma            | Saffron Burrows | Kisfalvi Krisztina |
| kapitány        | Ray Liotta      | Szatmári György    |
| John            | Sala Baker      |                    |
| Bill            | Brian Duffy     |                    |
| Friedman ügynök | Matt Servitto   |                    |

### Magyar változat
- Magyar szöveg és szinkronrendező: Berzsenyi Zoltán
- Felvevő hangmérnök: Hajas Gábor
- Hangmérnök és vágó: Hegyesi Ákos
- Gyártásvezető: Mészáros Szilvia
- Produkciós vezető: Legény Judit

A szinkront a Laborfilm Szinkronstúdió készítette el.

## A film készítése
A film készítése 2022 májusában kezdődött Odeya Rush, Saffron Burrows, Eric Dane és Ray Liotta főszereplésével, amelynek forgatókönyvét Mark Jackson írta, John Barr története alapján.
A forgatásra a Dominikai Köztársaságban került sor 2022 közepén.
Május 26-án Ray Liotta forgatás közben álmában halt meg Santo Domingóban.

## Bemutató
A filmet 2023. október 13-án mutatták be a mozikban és Video on Demandon.